# الوكالة الأسترالية لحماية الإشعاع والسلامة النووية
الوكالة الأسترالية للحماية من الإشعاع والسلامة النووية (ARPANSA) هي هيئة أسترالية تأسست عام 1999 تقوم بمراقبة وتحديد الإشعاع الشمسي ومخاطر الإشعاع النووي على سكان أستراليا.

## المهام
تم تحديدها على أنها الهيئة الحكومية الرئيسية التي تتعامل مع:
- الإشعاع المؤين
- الإشعاع غير المؤين
- نشر المواد العلمية المتعلقة بالحماية من الإشعاع.[3]
- نشر مستويات إشعاع الأشعة فوق البنفسجية اليومية (UVR) للعديد من المواقع في أستراليا.[4]
- وضع معايير الحماية من الأشعة فوق البنفسجية للملابس الواقية.[5]